# Pierre de Bérulle
 Pierre de Bérulle [pjér d’beril], latinsky Berullus, (4. února 1575, Cérilly – 2. října 1629, Paříž) byl francouzský katolický kněz, kardinál, mystik a diplomat. Založil francouzskou větev oratoriánů a tradici francouzské mystiky 17. století.

## Život
Narodil se na zámku Bérulle u obce Cérilly, asi 40 km jihozápadně od Troyes, v rodině královských soudců a úředníků. Studoval u jezuitů v Clermontu a na pařížské Sorbonně a roku 1599 byl vysvěcen na kněze. S kardinálem Duperronem se účastnil velké diskuse s protestantem Philippem de Mornay, kde si ho všiml král Jindřich IV. a ustanovil ho svým kaplanem. Bérulle několikrát odmítl jeho nabídku, aby se stal biskupem.
Roku 1604 uvedl se svou neteří, paní Acarie reformované karmelitky svaté Terezie z Ávily do Francie. Roku 1608 se setkal se Vincencem z Pauly a prosadil aby se stal farářem v Clichy u Paříže. Roku 1611 založil francouzskou větev kongregace oratoriánů, podle vzoru římské kongregace sv. Filipa Neri. Zatímco domy římských oratoriánů byly navzájem nezávislé a podřízené místním biskupům, Bérulle svou kongregaci vedl jako generální představený. Do své smrti založil 60 oratoriánských domů a 40 domů karmelitek.
Ve službách Jindřicha IV. vyjednal v Římě sňatek královy dcery Henrietty Marie s anglickým králem Karlem I. a rok byl jejím kaplanem v Londýně. Roku 1626 jako vyslanec ve Španělsku sjednal smlouvu z Monzónu, kterou skončila první janovsko-savojská válka. Král Ludvík XIII. ho jmenoval členem Státní rady, ale protože Bérulle podporoval spojenectví Francie s Rakouskem, dostal se do sporu s kardinálem Richelieu a odstoupil. Roku 1627 ho papež Urban VIII. jmenoval kardinálem, ale klobouk si Bérulle nevyzvedl a zemřel 1629 v Paříži. Je pochován v kapli oratoriánské koleje v Juilly, asi 30 km severovýchodně od Paříže.

## Dílo
Bérulle významně ovlivnil Descartovo rozhodnutí věnovat se filosofii a živě se zajímal o biblistiku: na jeho podnět byla do Lejayovy Polygloty (mnohojazyčného vydání Bible, 1628-1645) zařazen i nedávno objevený Samaritánský Pentateuch.
Jádrem Bérullova náboženského života a mystiky bylo Kristovo vtělení. Odmítal „abstraktní náboženství“ a trval na tom, že křesťan se má nechat vést Ježíšem Kristem. Mystikova cesta má podle něho vést přes Marii ke Kristu a přes Krista k Boží Trojici. Mezi jeho žáky a následovníky patřil sv. Vincenc z Pauly, sv. Jan Eudes, sv. Ludvík z Montfortu nebo sv. Jan Křtitel de la Salle. Jejich prostřednictvím i svými spisy podstatně ovlivnil francouzské katolické křesťanství na dlouhou dobu a jeho spisy vycházejí i v současnosti.
| „ | Člověk je složen z mnoha úplně rozdílných kusů. Je z jedné strany zázrak a z druhé holé nic. Z jedné strany nebeský, z druhé pozemský. Je duchovní a tělesný, je anděl i živočich. Je to nicota obklopená Bohem, která Boha potřebuje, je Boha schopna a pokud chce, je Bohem naplněna | “ |

### Spisy
- Krátká rozprava o vnitřním odříkání (1597)
- Tři kontroverzní rozpravy (1609)
- Rozprava o státu a o velikosti Ježíšově (1623)
- Život Ježíšův (nedokončen, 1629)

Anglický výbor z jeho spisů vyšel jako Bérulle and the French School: Selected Writings v New Yorku 1989.